# Hadewych Minis

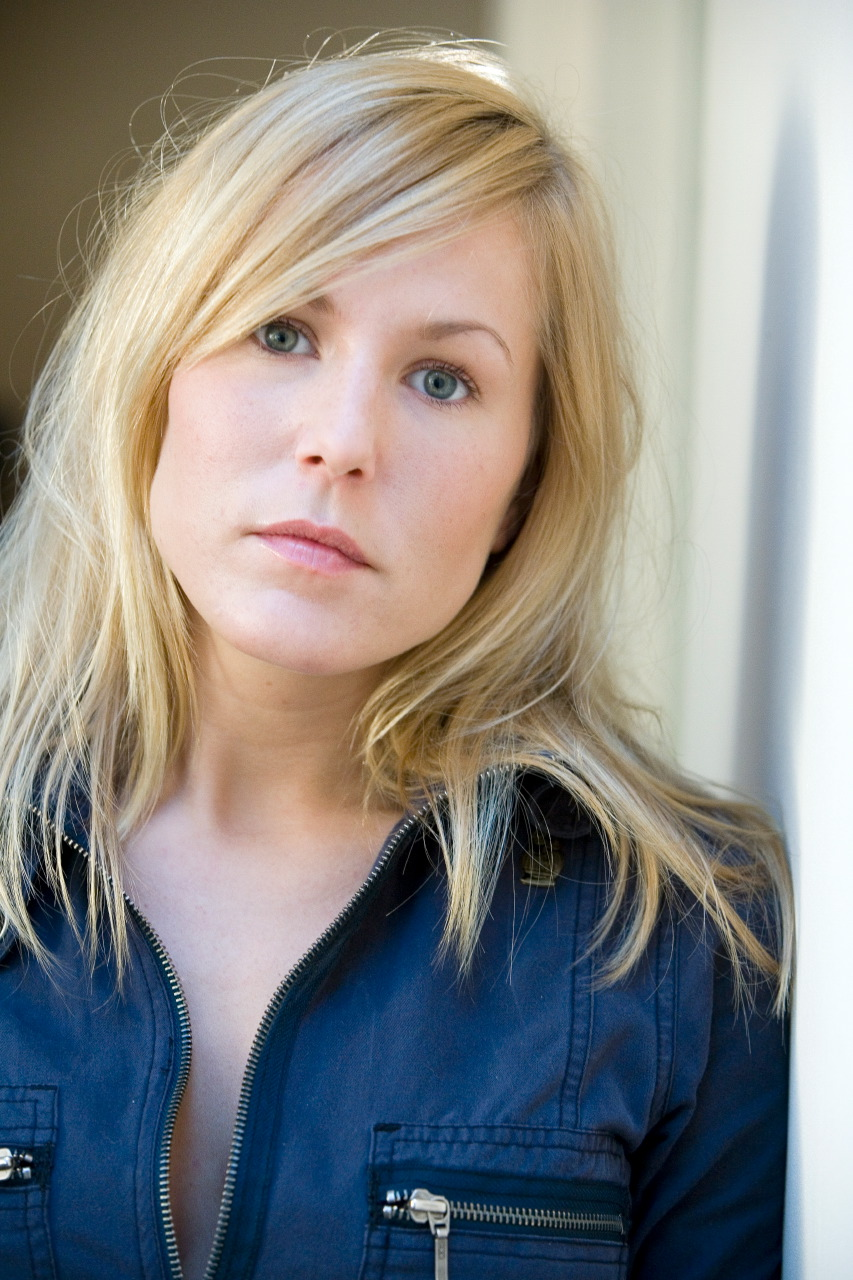
Hadewych Minis

Hadewych Minis (* 5. Januar 1977 in Maastricht, Provinz Limburg) ist eine niederländische Schauspielerin und Sängerin. Sie gewann beim Niederländischen Filmfestival zweimal das Goldene Kalb.

## Leben
Hadewych Minis spielte 2013 die Hauptrolle in dem für die Goldene Palme bei den Internationalen Filmfestspielen von Cannes nominierten Film Borgman. Für diese Rolle wurde sie mit dem höchsten niederländischen Schauspiel-Preis, das Goldene Kalb, ausgezeichnet. 2015 gewann sie ein weiteres Goldenes Kalb als beste Nebendarstellerin in Bloed, Zweet & Tranen.
2007 spielte sie eine der Hauptrollen in der als Goldener Film prämierten Komödie Killer Babes des niederländischen Regisseurs Dick Maas. 2012 gewann sie die 12. Staffel der Reality-Spielshow Wie is de Mol? (deutsch "Wer ist der Maulwurf?").
Seit 7. August 2012 ist Minis mit dem Schauspieler Tibor Lukács (* 1978) verheiratet und hat mit ihm zwei Kinder. Neben der Schauspielerei hat sie auch eine Gesangskarriere gestartet.

## Filmografie (Auswahl)
- 2004: De Kroon – als Máxima Zorreguieta
- 2005: Diep – als Ilona
- 2007: Nadine – als Aimee
- 2007: Kicks – als Kim
- 2007: Killer Babes (Moordwijven) – als Estelle
- 2009: Het leven uit een dag – als Rosalie
- 2009: My Queen Karo
- 2010: Zwart water – als Christine Doncker und Karen
- 2010: Loft – Liebe, Lust, Lügen (Loft) – als Eva
- 2010: Majesteit – als Máxima Zorreguieta
- 2012: Grüße von Mike! (De groeten van Mike!) – als Jolanda
- 2013: Borgman – als Marina
- 2013: Mannenharten – als Laura
- 2014: Hollands Hoop – als Liesbeth Kooistra
- 2015: Mannenharten 2 – als Laura
- 2015: Bloed, Zweet & Tranen – als Rachel Hazes
- 2016: De Helleveeg – als Hanny
- 2016: Zwarte Tulp (Fernsehserie) – als Jolanda Groenhuysen
- 2016: Toni Erdmann – als Tatjana
- 2016: Die Tokioter Prozesse (Tokyo Trial) – als Eta Harich-Schneider
- 2020: Eine total normale Familie (En helt almindelig familie)
- 2023: Crossing – als Iris
- 2023: A Thin Line (Fernsehserie) – als Susi
- 2024: Nataschas Tanz (De Dans van Natasja) – als moeder Daantje

## Diskografie
- 2012: Invite you (Single)
- 2013: Hadewych Minis (Album)
- 2014: The Truth and Nothing But The Truth (Album)

## Auszeichnungen
- 2013: Goldenes Kalb als Beste Hauptdarstellerin im Film Borgman
- 2015: Goldenes Kalb als Beste Nebendarstellerin im Film Bloed, zweet & tranen